# Liste der Naturdenkmale in Niederbachheim
Die Liste der Naturdenkmale in Niederbachheim nennt die im Gemeindegebiet von Niederbachheim ausgewiesenen Naturdenkmale (Stand 20. Mai 2024).

## Ehemalige Naturdenkmale
| Nr. | Bezeichnung | Lage                          | Beschreibung                                             | Bild                                    |
| --- | ----------- | ----------------------------- | -------------------------------------------------------- | --------------------------------------- |
|     | Linde       | Lindenstraße, bei Nr. 12 Lage | Tilia platyphyllos; Rechtsverordnung vor 2013 aufgehoben | Direkt Bild zu diesem Denkmal hochladen |